# كارل برينكمان
كارل برينكمان (بالإنجليزية: Carl Brinkmann)‏ (و. 1885 – 1954 م) هو عالم اقتصاد، ومؤرخ اقتصادي، ومؤرخ، واجتماعي، وأستاذ جامعي، من ألمانيا، ولد في سوفتسك، توفي عن عمر يناهز 69 عاماً.

## مناصب وهيئات
أدار جامعة توبنغن، وجامعة هايدلبرغ، وجامعة هومبولت في برلين.